# Especially for You
«Especially for You» — песня в исполнении дуэта Кайли Миноуг и Джейсона Донована. Вышла отдельным синглом в 1988 году. Также была включена в дебютный альбом Джейсона Донована Ten Good Reasons (1989) и на некоторые версии второго альбома Кайли Миноуг Enjoy Yourself (1989).
В Великобритании сингл с песней «Especially for You» достиг 1 места (в национальном сингловом чарте).

## История создания
Песня была написана авторским и продюсерским трио Сток, Эйткен и Уотерман.